# Bouilly (Aube)
Pour les articles homonymes, voir Bouilly.
Bouilly est une commune française située dans le département de l'Aube en région Grand Est.
Après une décroissance continue de sa population durant le XIXe siècle, Bouilly a vu son nombre d'habitants, appelés Bouillerands remonter progressivement pour se stabiliser aux environs de 1 000 depuis 1990.
L'église paroissiale Saint-Laurent, construite à partir de 1515, est classée à l'inventaire des monuments historiques, de même qu'un grand nombre d'objets qu'elle renferme.

## Géographie

### Localisation
Bouilly est située à 12,7 km au sud de Troyes et à 142,4 km de Paris.

### Communes limitrophes
À vol d'oiseau, les cinq communes les plus proches du territoire sont Souligny, Villery, Javernant, Sommeval et Roncenay.
|          | Souligny          | Saint-Pouange                  |
|          | Bouilly           | Roncenay                       |
| Sommeval | Villery Javernant | Saint-Jean-de-Bonneval Assenay |

Les grandes villes les plus proches de Bouilly hors Paris sont Reims (118,4 km) et Dijon (124 km).

### Géologie et relief

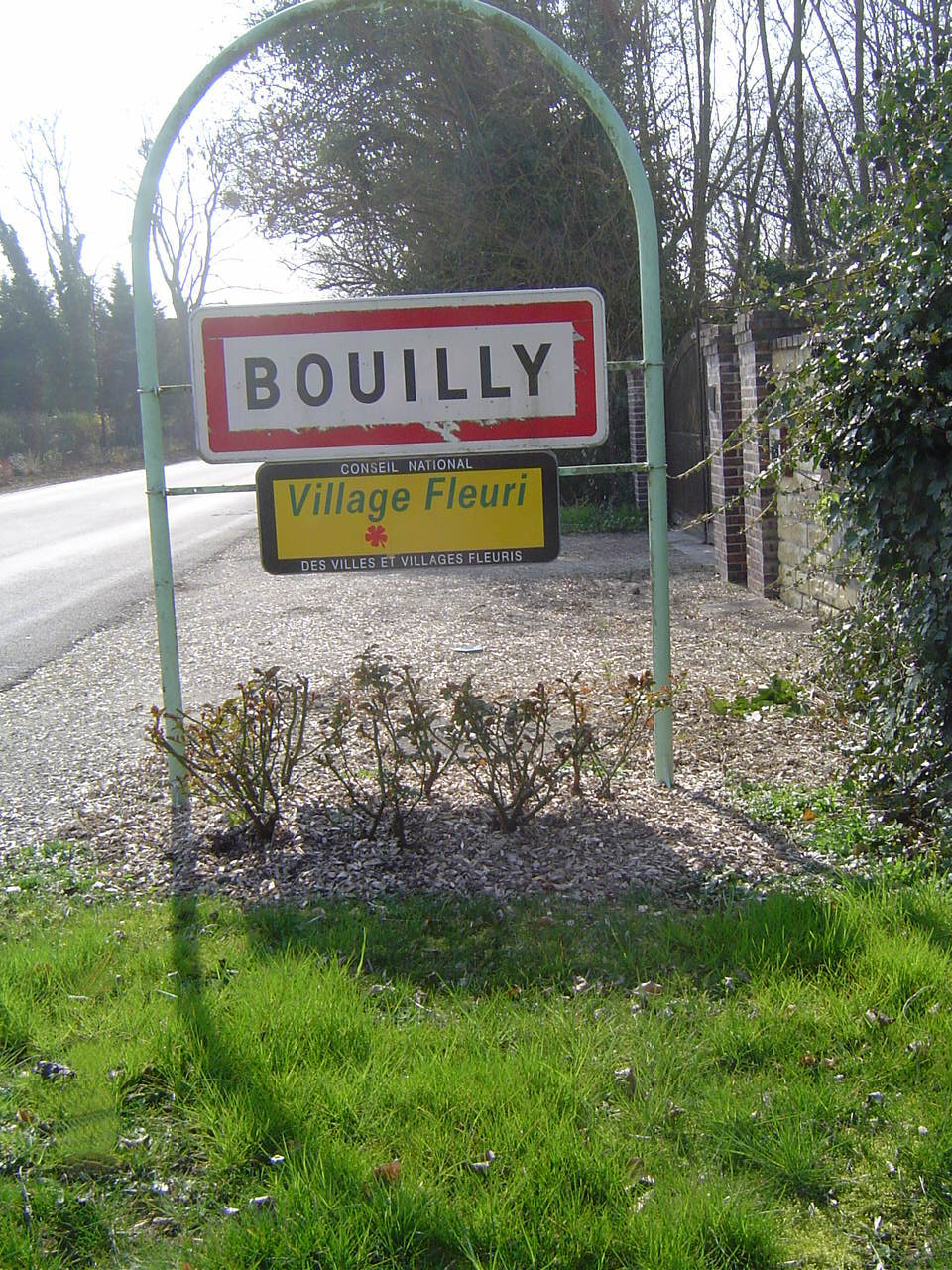
Une des entrées de la commune.

La superficie de la commune est de 1 549 hectares ; son altitude varie entre 135 et 298 mètres.
Le village est surplombé par une colline composée de deux forêts exploitées : la forêt communale de Bouilly, d'une superficie d'environ 198 hectares, et de la forêt indivise Bouilly-Souligny, d'une superficie d'environ 295 hectares.

### Hydrographie
La commune est dans la région hydrographique « la Seine de sa source au confluent de l'Oise (exclu) » au sein du bassin Seine-Normandie. Elle n'est drainée par aucun cours d'eau,.

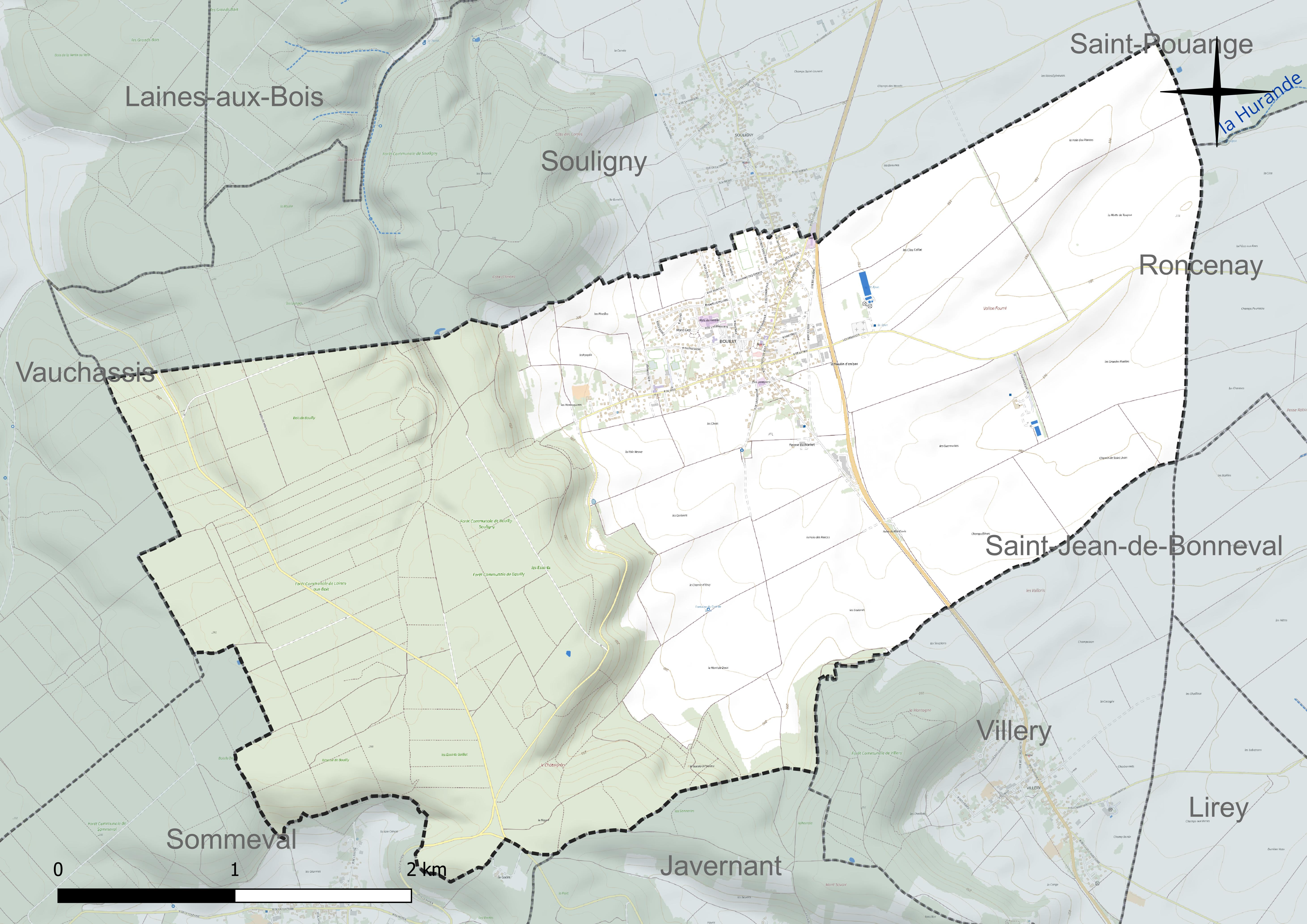
Réseau hydrographique de Bouilly.

### Climat
Pour des articles plus généraux, voir Climat du Grand Est et Climat de l'Aube.
En 2010, le climat de la commune est de type climat océanique dégradé des plaines du Centre et du Nord, selon une étude du Centre national de la recherche scientifique s'appuyant sur une série de données couvrant la période 1971-2000. En 2020, Météo-France publie une typologie des climats de la France métropolitaine dans laquelle la commune est exposée à un climat océanique altéré et est dans la région climatique Lorraine, plateau de Langres, Morvan, caractérisée par un hiver rude (1,5 °C), des vents modérés et des brouillards fréquents en automne et hiver.
Pour la période 1971-2000, la température annuelle moyenne est de 10,4 °C, avec une amplitude thermique annuelle de 15,7 °C. Le cumul annuel moyen de précipitations est de 749 mm, avec 11,8 jours de précipitations en janvier et 7,8 jours en juillet. Pour la période 1991-2020, la température moyenne annuelle observée sur la station météorologique de Météo-France la plus proche, « Saint-Pouange », sur la commune de Saint-Pouange à 5 km à vol d'oiseau, est de 11,5 °C et le cumul annuel moyen de précipitations est de 707,5 mm. 
La température maximale relevée sur cette station est de 42,2 °C, atteinte le 24 juillet 2019 ; la température minimale est de −21 °C, atteinte le 9 janvier 1985,,.
Les paramètres climatiques de la commune ont été estimés pour le milieu du siècle (2041-2070) selon différents scénarios d'émission de gaz à effet de serre à partir des nouvelles projections climatiques de référence DRIAS-2020. Ils sont consultables sur un site dédié publié par Météo-France en novembre 2022.

### Voies de communication et transports
Bouilly est située sur la route nationale 77 reliant Auxerre à Troyes.
La SNCF assure une desserte de la commune par une ligne de bus sur l'axe Troyes - Saint-Florentin - Laroche-Migennes.

## Urbanisme

### Typologie
Au 1er janvier 2024, Bouilly est catégorisée bourg rural, selon la nouvelle grille communale de densité à 7 niveaux définie par l'Insee en 2022.
Elle est située hors unité urbaine. Par ailleurs la commune fait partie de l'aire d'attraction de Troyes, dont elle est une commune de la couronne,. Cette aire, qui regroupe 209 communes, est catégorisée dans les aires de 200 000 à moins de 700 000 habitants,.

### Occupation des sols
L'occupation des sols de la commune, telle qu'elle ressort de la base de données européenne d’occupation biophysique des sols Corine Land Cover (CLC), est marquée par l'importance des territoires agricoles (49,9 % en 2018), en diminution par rapport à 1990 (50,7 %). La répartition détaillée en 2018 est la suivante : 
terres arables (49,9 %), forêts (43,5 %), zones urbanisées (5,4 %), milieux à végétation arbustive et/ou herbacée (1,2 %). L'évolution de l’occupation des sols de la commune et de ses infrastructures peut être observée sur les différentes représentations cartographiques du territoire : la carte de Cassini (XVIIIe siècle), la carte d'état-major (1820-1866) et les cartes ou photos aériennes de l'IGN pour la période actuelle (1950 à aujourd'hui).

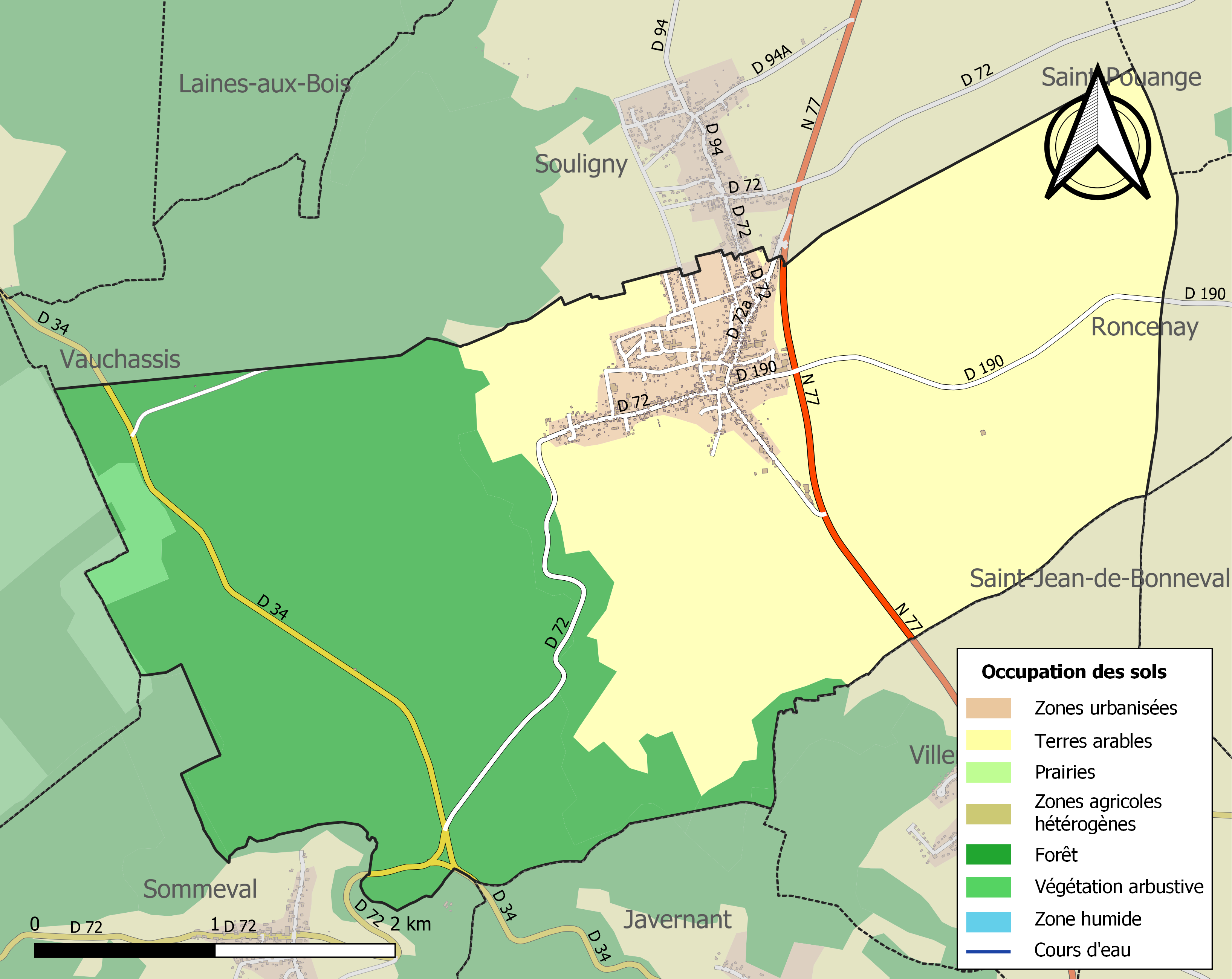
Carte des infrastructures et de l'occupation des sols de la commune en 2018 (CLC).

### Logement
En 2013, le nombre total de logements dans la commune était de 466 alors qu'il était de 419 en 1999.
Parmi ces logements, 93;5 % étaient des résidences principales, 1,6 % des résidences secondaires et 4,9 % des logements vacants. Ces logements étaient pour 93,3 % d'entre eux des maisons individuelles et pour 6,5 % des appartements.
La proportion des résidences principales, propriétés de leurs occupants était de 81,5 %, en légère baisse par rapport à 1999 (83,7 %). La part de logements HLM loués vides (logements sociaux) était de 7,7 % contre 7,3 % en 1999.

### Projets d'aménagement
En 2014, la commune de Bouilly voit la fin du projet conduit depuis plusieurs années de réalisation de la nouvelle zone pavillonnaire « L’Herminette ». Située au centre du village, ce projet comprend l’aménagement d’un parking, la conception d'une maison de retraite et la création de 12 parcelles privatives avec voiries et distribution des réseaux. Après la réalisation du parking, d'un jardin public et les dispositions pour viabiliser les parcelles, 2014 voit la construction de haute qualité environnementale d'un établissement d'hébergement pour personnes âgées dépendantes (EHPAD) de 62 lits et d'un foyer de 12 logements.

## Toponymie
Le nom est d'origine gallo-romaine : un homme gaulois nommé Bullius et le suffixe latin iacum, l'ensemble signifiant « le village où habite Bullius ».
Le village est mentionné sous les noms de Buliacum en 754 dans la charte de Chélembert, Boliacum en 840, Bolleticum en 870, Bulliacium en 1097, Bolliacum en 1157, Boilliacum en 1190, Boillie et Bouilley en 1292, Bouyli en 1294, Bouilli au XIIIe siècle, Bouilleyum en 1407, Bouilleium au XVIIe siècle et enfin Bouilly en 1614.

## Histoire
Le territoire de la commune est délimité à l'est par la voie du réseau Via Agrippa depuis le début de l'époque gallo-romaine. C'est ici qu'en 451, le roi des Francs, Clovis, vient rencontrer Clotilde, sa future femme. Aux XIIe et XIIIe siècles, le village dépendait du comté de Champagne et d'ordres religieux. La forteresse de Montaigu qui surplombait le site a été démolie à l'issue du traité de Troyes, le 3 juin 1420.
Bouilly fut, en 1868, la première commune de l'Aube à posséder un réseau d'adduction d'eau potable.
De 1960 à 1970, le village connait un grand développement, en particulier à la suite de la construction du collège en 1962.

### Les Templiers et les Hospitaliers
Les Templiers possédaient au XIIIe siècle un domaine à Bouilly. Il leur provenait de la libéralité d'un chevalier, du nom de Renault Bilours de Bouilly : des lettres de l'official de Troyes de juin 1233 indiquent que ce seigneur avait donné au Temple une maison avec ses dépendances, située à Bouilly, avec la moitié de ses terres. La maison templière n'existait plus au XIVe siècle. La cave est toujours présente, non loin de l'église.
Les terres sont possiblement passées aux Hospitaliers, à qui furent souvent dévolus les biens du Temple. C'est là l'explication de la seigneurie rencontrée plus tard : au  XVIe siècle des Villiers de L'Isle-Adam étaient sire de Bouilly et Laine-aux-Bois, ainsi Abel de Villiers de l'Isle-Adam (mort en 1619), petit-neveu du grand maître des Hospitaliers Philippe de Villiers de L'Isle-Adam.

## Politique et administration

### Tendances politiques et résultats
Au second tour de l'élection présidentielle de 2007, 54,52 % des suffrages se sont exprimés pour Nicolas Sarkozy (UMP), 45,48 % pour Ségolène Royal (PS), avec un taux de participation de 87,77 %.
Au second tour de l'élection présidentielle de 2012, 50,80 % des suffrages se sont exprimés pour Nicolas Sarkozy (UMP), 49,20 % pour François Hollande (PS), avec un taux de participation de 88,19 %.

### Administration municipale
Le nombre d'habitants de la commune étant compris entre 500 et 1 499, le nombre de membres du conseil municipal est de 15.

### Liste des maires

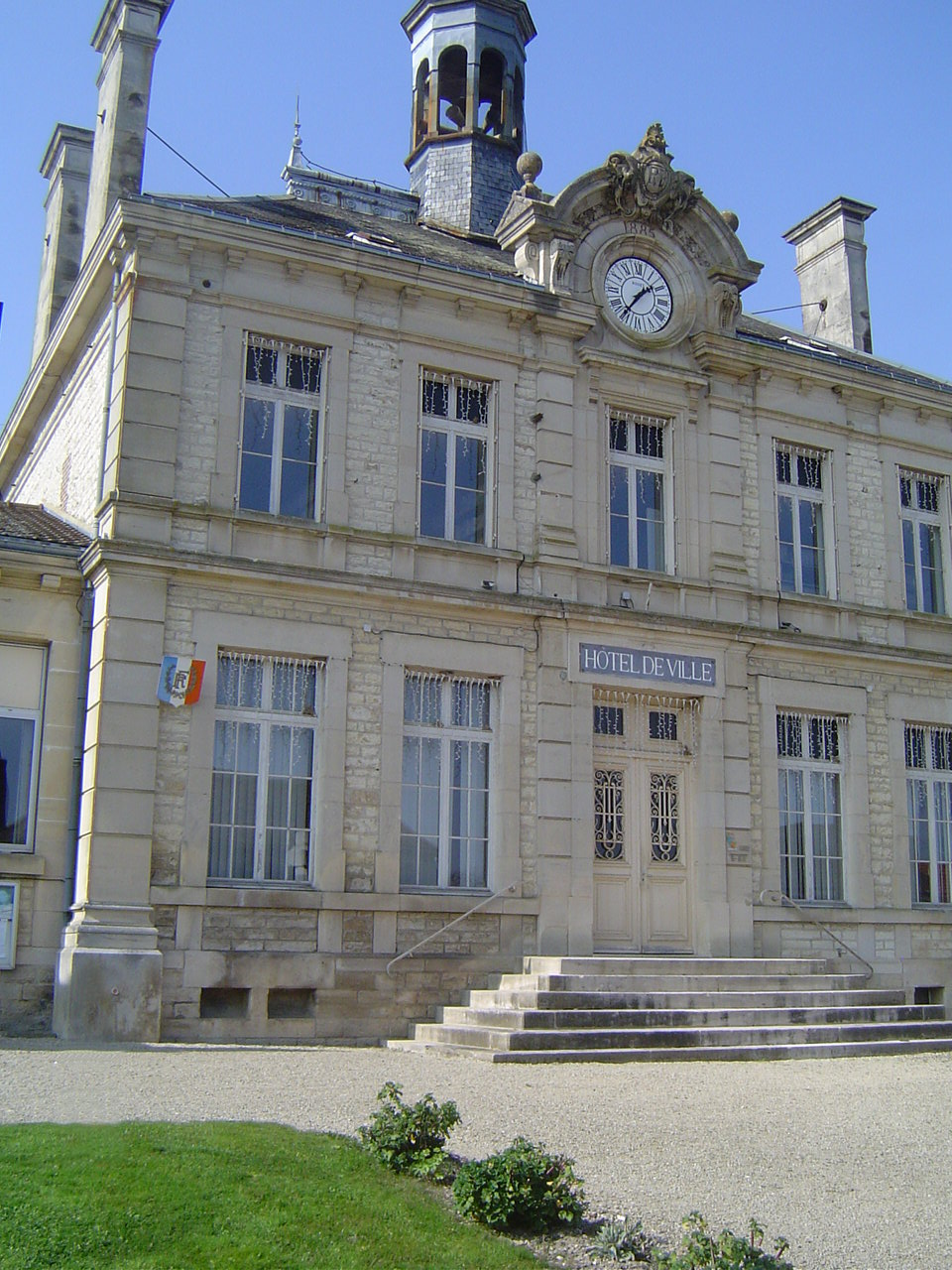
La mairie.

### Instances judiciaires et administratives
Bouilly relève du tribunal d'instance de Troyes, du tribunal de grande instance de Troyes, de la cour d'appel de Reims, du tribunal pour enfants de Troyes, du conseil de prud'hommes de Troyes, du tribunal de commerce de Troyes, du tribunal administratif de Châlons-en-Champagne et de la cour administrative d'appel de Nancy.

### Politique environnementale
Depuis les années 1960, la commune dispose d'un réseau d'épuration avec sa station d'épuration. La communauté de communes a mis en place un système de tri des déchets (ordure ménagères, corps creux, déchets verts, encombrants, déchets ménagers dangereux,.
La mairie met à la disposition des habitants des « jardins familiaux » d'une superficie d'environ 100 m2 pour leur permettre d'y cultiver fruits, légumes et fleurs.
La commune a reçu sa deuxième fleur en 2014 au concours des villes et villages fleuris

### Finances locales
De 2008 à 2013, la capacité d'autofinancement nette du remboursement en capital des emprunts est restée à un taux par habitant très inférieur à celui des communes de même type, malgré un taux d'endettement faible :
| Année | Dans la commune | Moyenne de la strate |
| ----- | --------------- | -------------------- |
| 2008  | 82 €            | 143 €                |
| 2009  | - 1 €           | 161 €                |
| 2010  | - 5 €           | 180 €                |
| 2011  | 111 €           | 127 €                |
| 2012  | 72 €            | 128 €                |

### Jumelages
Au 4 mars 2014, Bouilly n'est jumelée avec aucune commune.

## Population et société

### Démographie
Les habitants sont appelés les Bouillerands.

#### Évolution démographie
L'évolution du nombre d'habitants est connue à travers les recensements de la population effectués dans la commune depuis 1793. Pour les communes de moins de 10 000 habitants, une enquête de recensement portant sur toute la population est réalisée tous les cinq ans, les populations de référence des années intermédiaires étant quant à elles estimées par interpolation ou extrapolation. Pour la commune, le premier recensement exhaustif entrant dans le cadre du nouveau dispositif a été réalisé en 2008.

En 2022, la commune comptait 1 074 habitants, en évolution de +1,8 % par rapport à 2016 (Aube : +0,7 %, France hors Mayotte : +2,11 %).
| 1793 | 1800 | 1806 | 1821 | 1831 | 1836 | 1841 | 1846 | 1851 |
| ---- | ---- | ---- | ---- | ---- | ---- | ---- | ---- | ---- |
| 667  | 759  | 807  | 770  | 826  | 835  | 819  | 838  | 850  |

| 1856 | 1861 | 1866 | 1872 | 1876 | 1881 | 1886 | 1891 | 1896 |
| ---- | ---- | ---- | ---- | ---- | ---- | ---- | ---- | ---- |
| 813  | 807  | 781  | 767  | 741  | 754  | 740  | 705  | 645  |

| 1901 | 1906 | 1911 | 1921 | 1926 | 1931 | 1936 | 1946 | 1954 |
| ---- | ---- | ---- | ---- | ---- | ---- | ---- | ---- | ---- |
| 593  | 581  | 520  | 486  | 515  | 554  | 502  | 557  | 565  |

| 1962 | 1968 | 1975  | 1982 | 1990  | 1999  | 2006  | 2008  | 2013  |
| ---- | ---- | ----- | ---- | ----- | ----- | ----- | ----- | ----- |
| 626  | 725  | 1 008 | 865  | 1 000 | 1 090 | 1 050 | 1 039 | 1 054 |

| 2018  | 2022  | - | - | - | - | - | - | - |
| ----- | ----- | - | - | - | - | - | - | - |
| 1 093 | 1 074 | - | - | - | - | - | - | - |

#### Pyramide des âges
En 2021, le taux de personnes d'un âge inférieur à 30 ans s'élève à 26,8 %, soit en dessous de la moyenne départementale (35,0 %). À l'inverse, le taux de personnes d'âge supérieur à 60 ans est de 34,7 % la même année, alors qu'il est de 28,2 % au niveau départemental.
En 2021, la commune comptait 513 hommes pour 563 femmes, soit un taux de 52,32 % de femmes, légèrement supérieur au taux départemental (51,30 %).
Les pyramides des âges de la commune et du département s'établissent comme suit :
| Hommes | Classe d’âge | Femmes |
| ------ | ------------ | ------ |
| 1,4    | 90 ou +      | 3,8    |
| 10,8   | 75-89 ans    | 18,1   |
| 18,2   | 60-74 ans    | 16,6   |
| 21,8   | 45-59 ans    | 19,4   |
| 18,5   | 30-44 ans    | 17,4   |
| 10,1   | 15-29 ans    | 9,0    |
| 19,2   | 0-14 ans     | 15,6   |

| Hommes | Classe d’âge | Femmes |
| ------ | ------------ | ------ |
| 0,8    | 90 ou +      | 2,1    |
| 7,4    | 75-89 ans    | 10,2   |
| 17,4   | 60-74 ans    | 18,4   |
| 19,4   | 45-59 ans    | 19     |
| 17,8   | 30-44 ans    | 17,3   |
| 18,3   | 15-29 ans    | 15,9   |
| 19     | 0-14 ans     | 17,1   |

### Enseignement
Bouilly est située dans l'académie de Reims.
Le bâtiment de l'école maternelle a été construit en 1981 et celui de l'école primaire et de la cantine scolaire en 2005. En 2014, l'ensemble est administré par le syndicat intercommunal des écoles regroupant les communes de Bouilly, Souligny, Javernant et Sommeval.
Le collège a été construit en 1962, il porte le nom de Max-Hutin qui fut maire de 1945 à 1975 ; le gymnase a été construit en 1972.

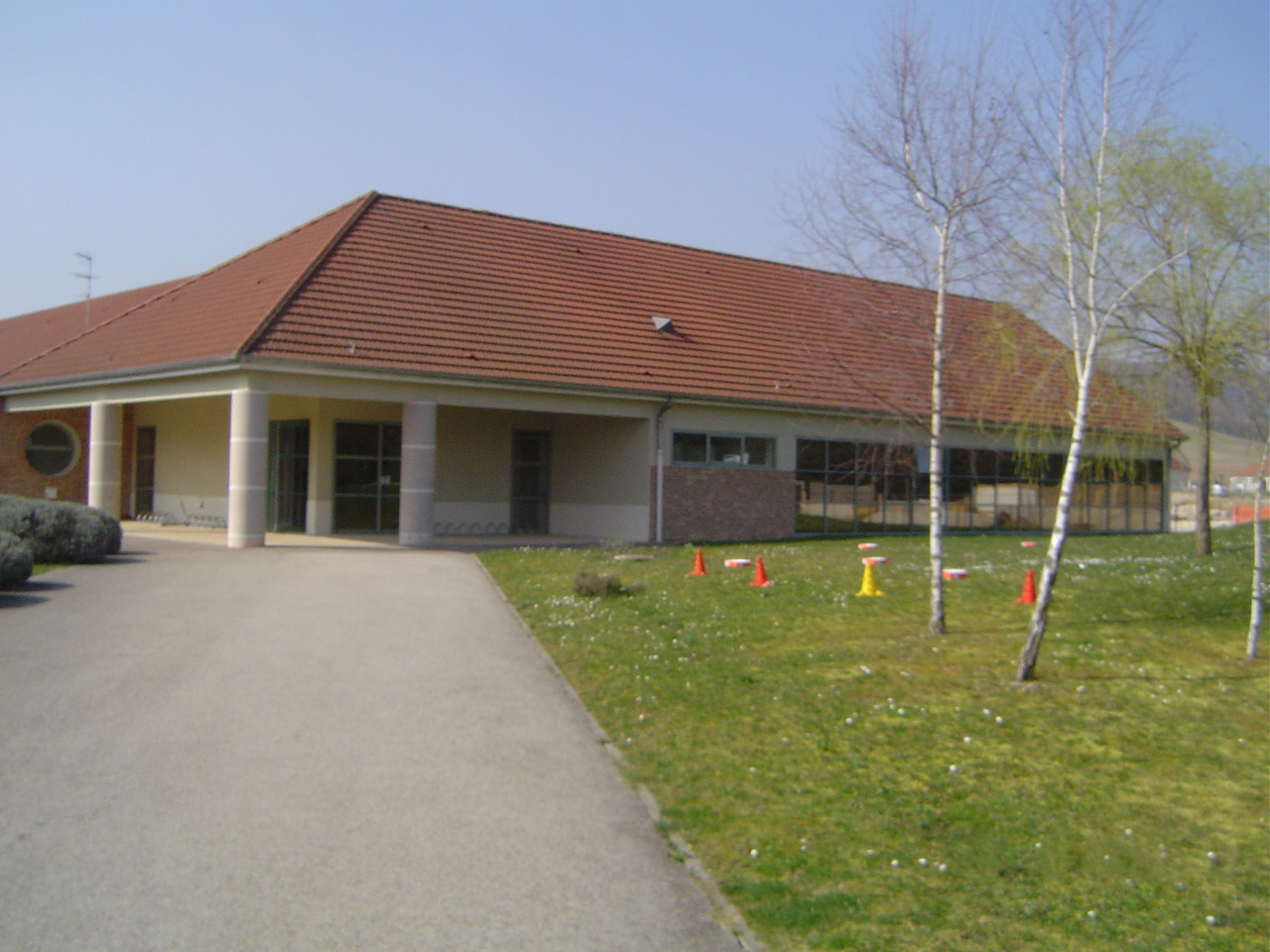
Bâtiment du groupe scolaire école primaire.
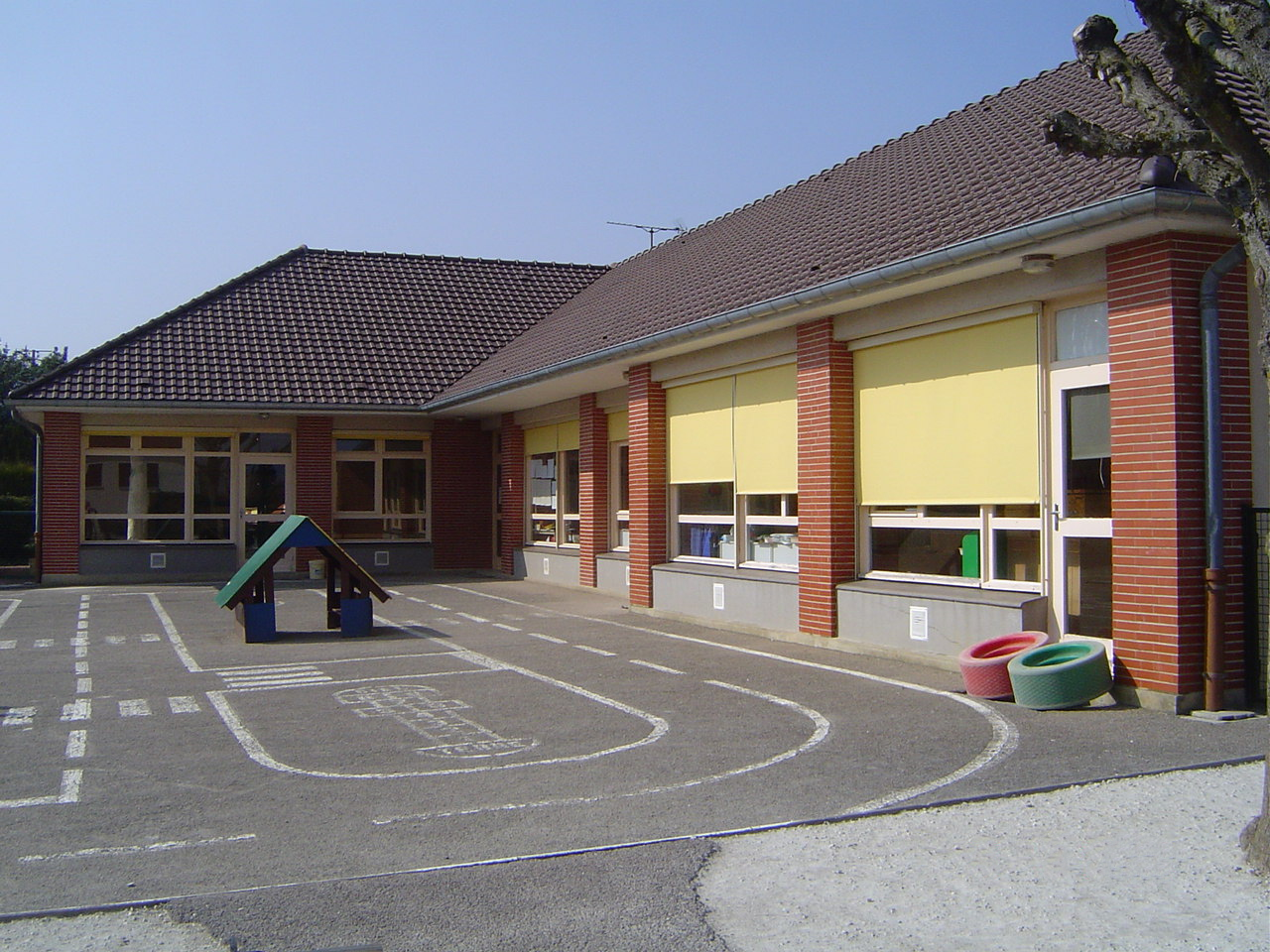
Bâtiment du groupe scolaire école maternelle.
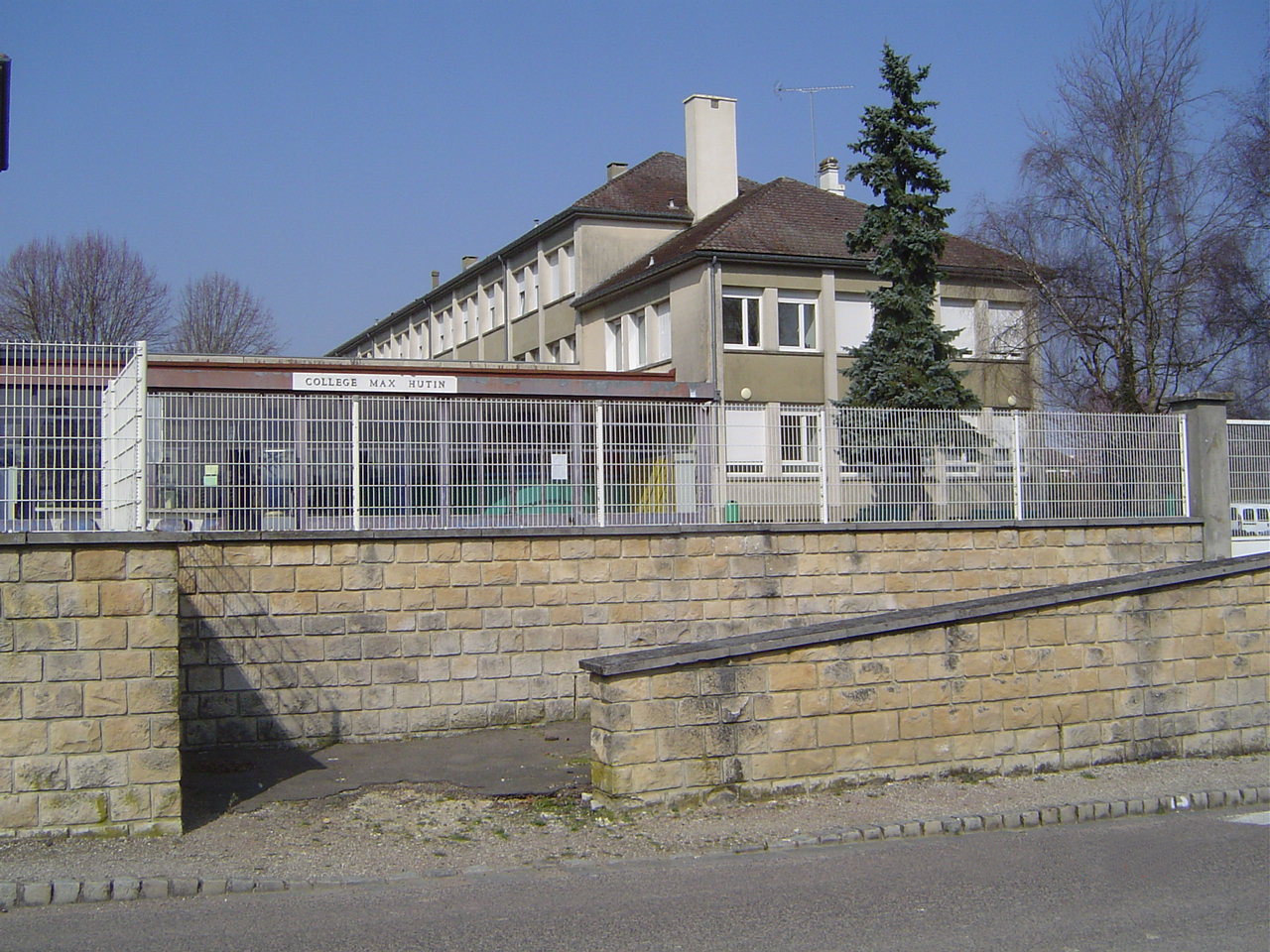
Bâtiment du collège.
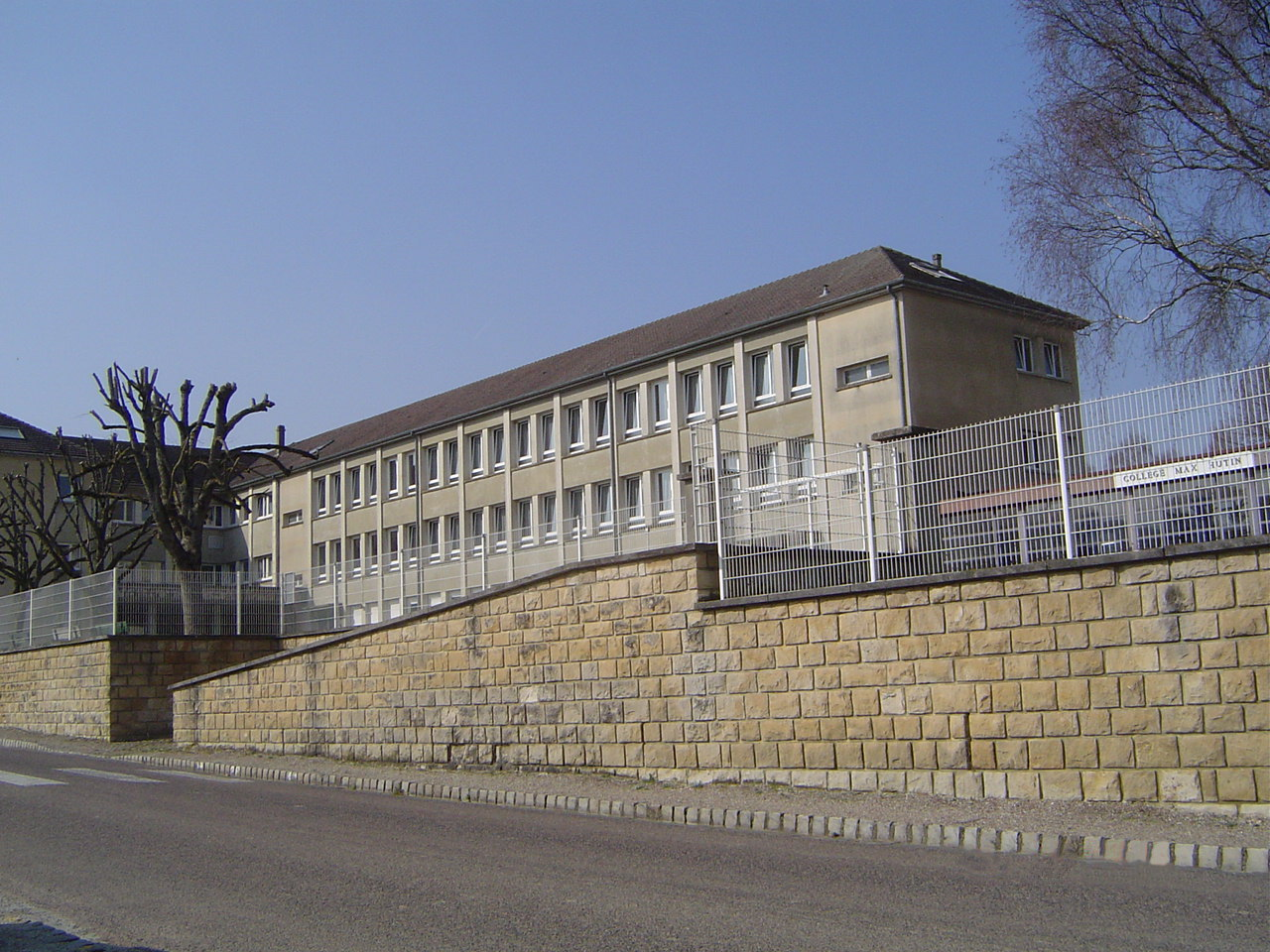
Bâtiment du collège.

### Manifestations culturelles et festivités
Le vide-grenier se déroule en juin, de même qu'un marché de noël en décembre.
En avril, le club d'athlétisme organise le « Trail de Montaigu », course à travers chemins et forêt.
Le 5 septembre 2010, la fête du cidre, organisée par le syndicat cidricole de l'Aube s'est tenue dans la commune. À cette occasion, huit cidriculteurs ont tenu des stands, et une quarantaine de producteurs ont présenté leurs produits. D'autres animations, notamment musicales — Music'en Othe et groupe folk — ont eu lieu

### Santé
Les Bouillerands disposent de plusieurs médecins, d'un pharmacien, de deux dentistes, de deux masseurs, d'infirmières, d'un podologue et d'un vétérinaire.

### Sports
De nombreux clubs sportifs proposent des activités telles le tennis, le judo, le cyclisme, etc.
La commune dispose d'installations sportives, notamment un stade et deux courts de tennis.

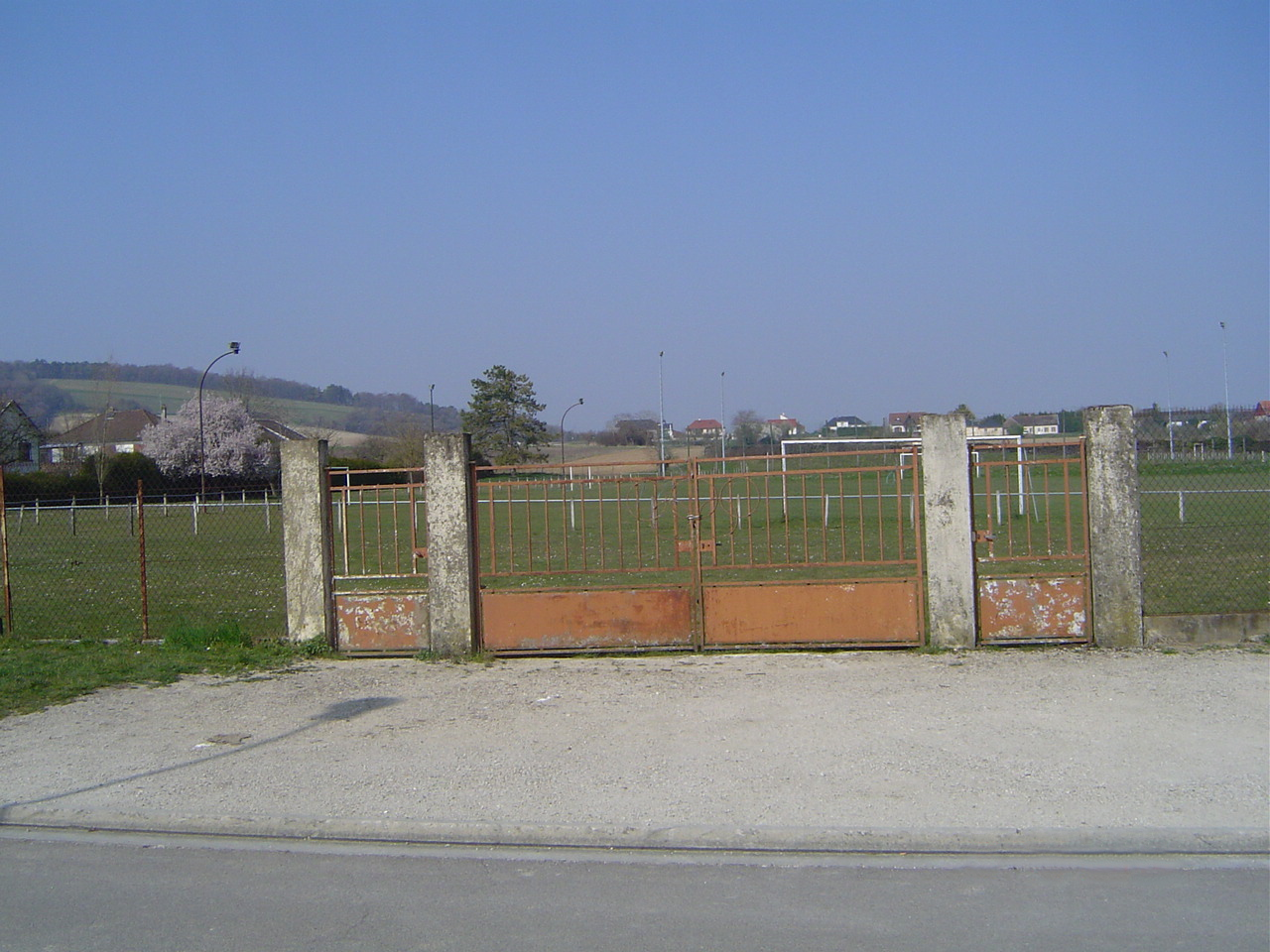
Le stade.
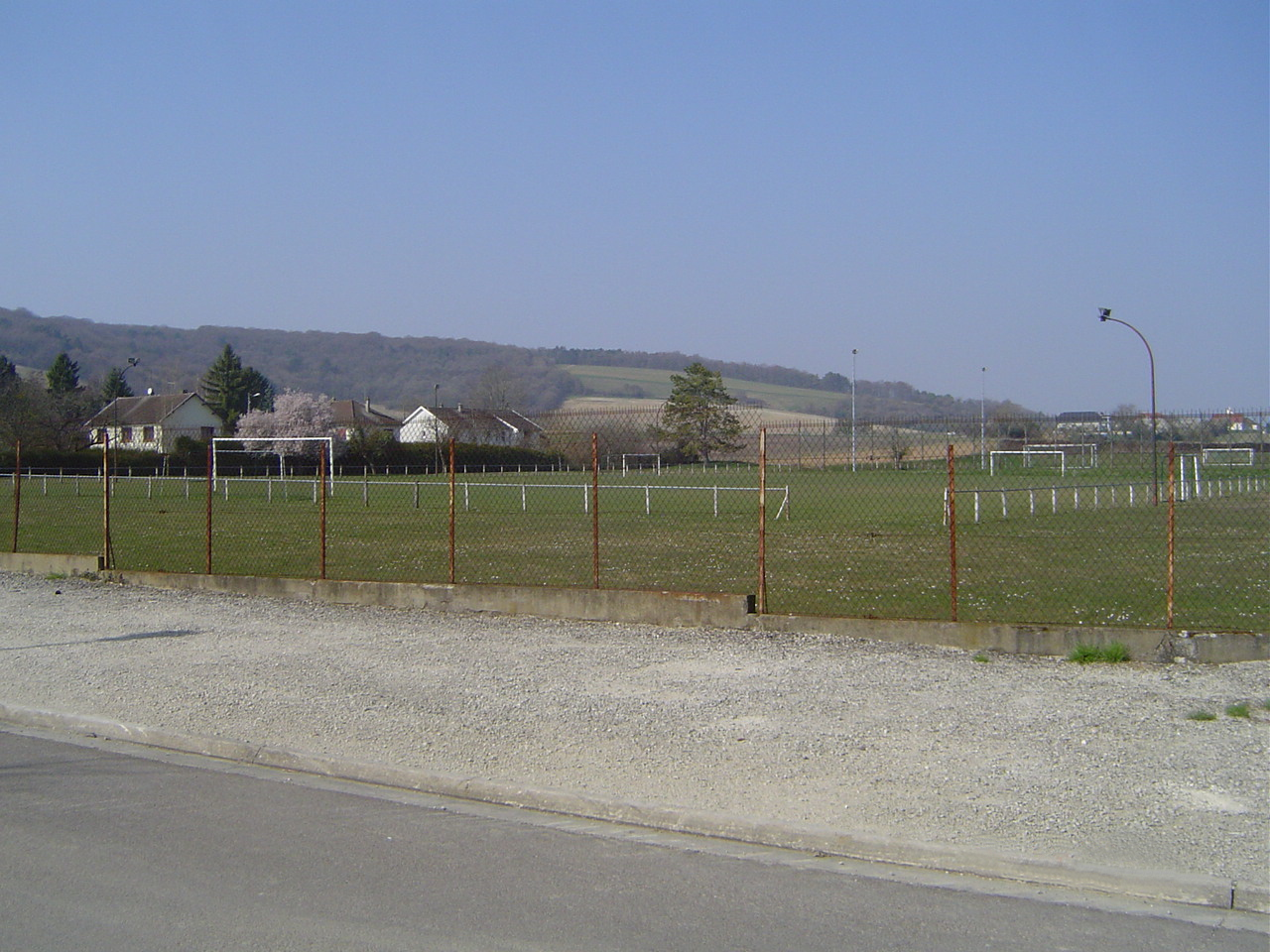
Le stade.
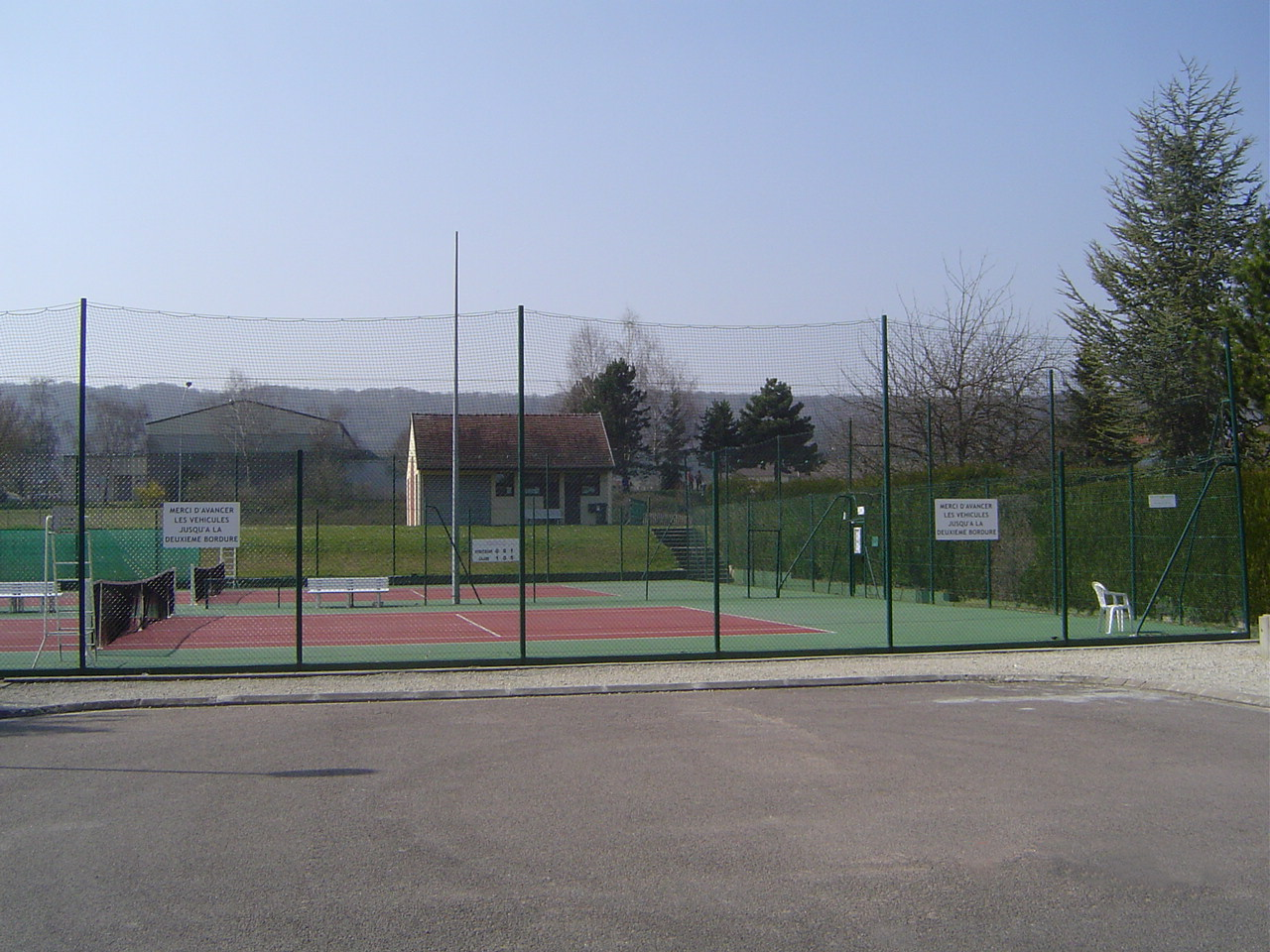
Les courts de tennis.
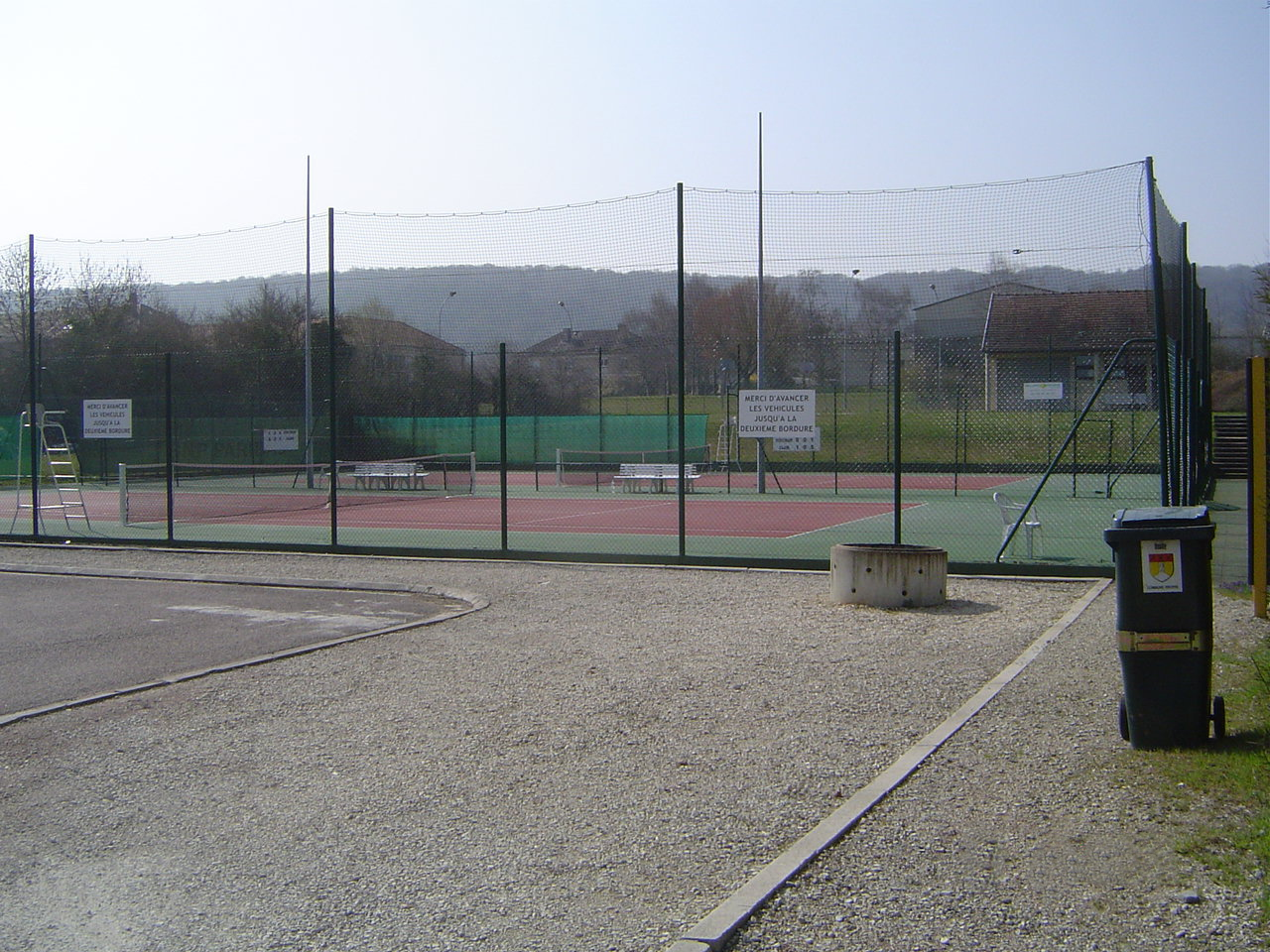
Les courts de tennis.

### Médias
Le quotidien régional L'Est-Éclair assure la publication des informations locales à la commune.
La commune dispose de nœuds de raccordement ADSL installés dans la commune, elle dispose aussi d'un réseau de fibre optique depuis 2021.

### Cultes
Seul le culte catholique est célébré à Bouilly. La commune est l'une des vingt-six communes regroupées dans la paroisse « de Bouilly Moussey », l'une des six paroisses de l'espace pastoral « Forêts d’Othe et d’Armance » au sein du diocèse de Troyes, le lieu de culte est l'église paroissiale Saint-Laurent.

## Économie

### Revenus de la population et fiscalité
En 2011, le revenu fiscal médian par ménage était de 34 748 €, ce qui plaçait Bouilly au 8 163e rang parmi les 31 886 communes de plus de 49 ménages en métropole.
En 2009, 36,8 % des foyers fiscaux n'étaient pas imposables.

### Emploi
En 2009, la population âgée de 15 à 64 ans s'élevait à 648 personnes, parmi lesquelles on comptait 75,5 % d'actifs dont 71,6 % ayant un emploi et 3,9 % de chômeurs.
On comptait 374 emplois dans la zone d'emploi, contre 336 en 1999. Le nombre d'actifs ayant un emploi résidant dans la zone d'emploi étant de 468, l'indicateur de concentration d'emploi est de 80,0 %, ce qui signifie que la zone d'emploi offre quatre emplois pour cinq habitants actifs.

### Entreprises et commerces
Au 31 décembre 2010, Bouilly comptait 105 établissements : 19 dans l’agriculture-sylviculture-pêche, 7 dans l'industrie, 13 dans la construction, 42 dans le commerce-transports-services divers et 24 étaient relatifs au secteur administratif.
En 2011, 5 entreprises ont été créées à Bouilly, dont 2 par des auto-entrepreneurs.
Bouilly est l'une des communes où peut être produit le chaource qui bénéficie d'une appellation d'origine contrôlée (AOC) depuis 1970 et d'une appellation d'origine protégée (AOP) (équivalent européen) depuis 1996.

## Culture locale et patrimoine

### Lieux et monuments

#### Patrimoine remarquable
La commune compte un monument classé à l'inventaire des monuments historiques et aucun lieu ou monument répertorié à l'inventaire général du patrimoine culturel. Par ailleurs, elle compte 21 objets répertoriés à l'inventaire des monuments historiques et 30 objets répertoriés à l'inventaire général du patrimoine culturel.
L'église Saint-Laurent de Bouilly a été construite à partir de 1515. « Classée » depuis le 14 avril 1909, elle contient tous les objets remarquables répertoriés, notamment le retable en panneaux sculptés du XVIe siècle insérés dans un montage du XIXe siècle au-dessus d'un autel réalisé par le sculpteur troyen François Joseph Valtat,,,. Cette église est la plus grande des églises de l'arrondissement de Troyes. Très endommagée à la suite d'un incendie en 1702, il faut attendre un siècle avant de la réparer. Depuis le milieu du XXe siècle, plusieurs opérations ont été menées pour la consolider et la remettre en état.

Vues de l'extérieur de l'église Saint-Laurent.
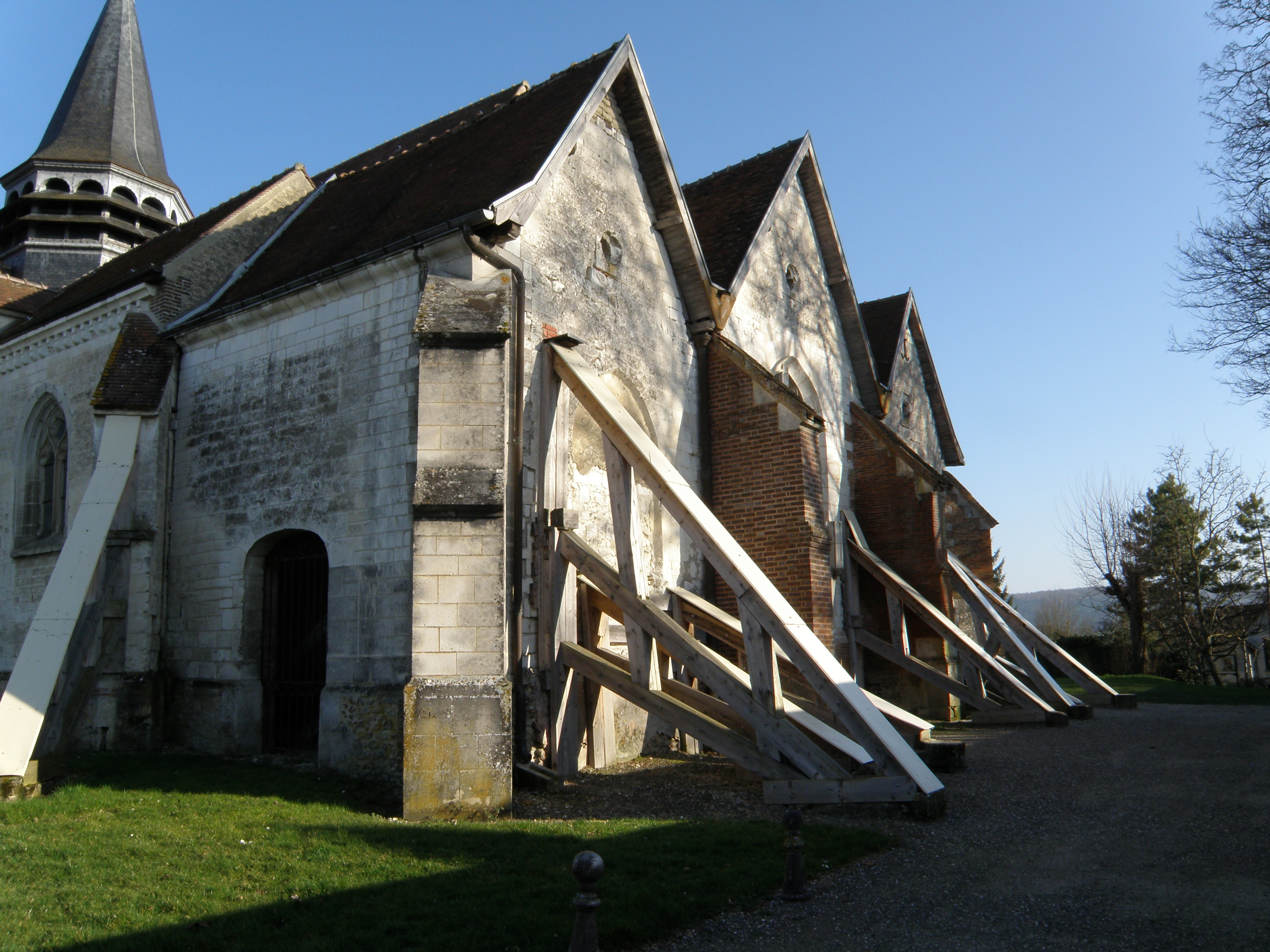
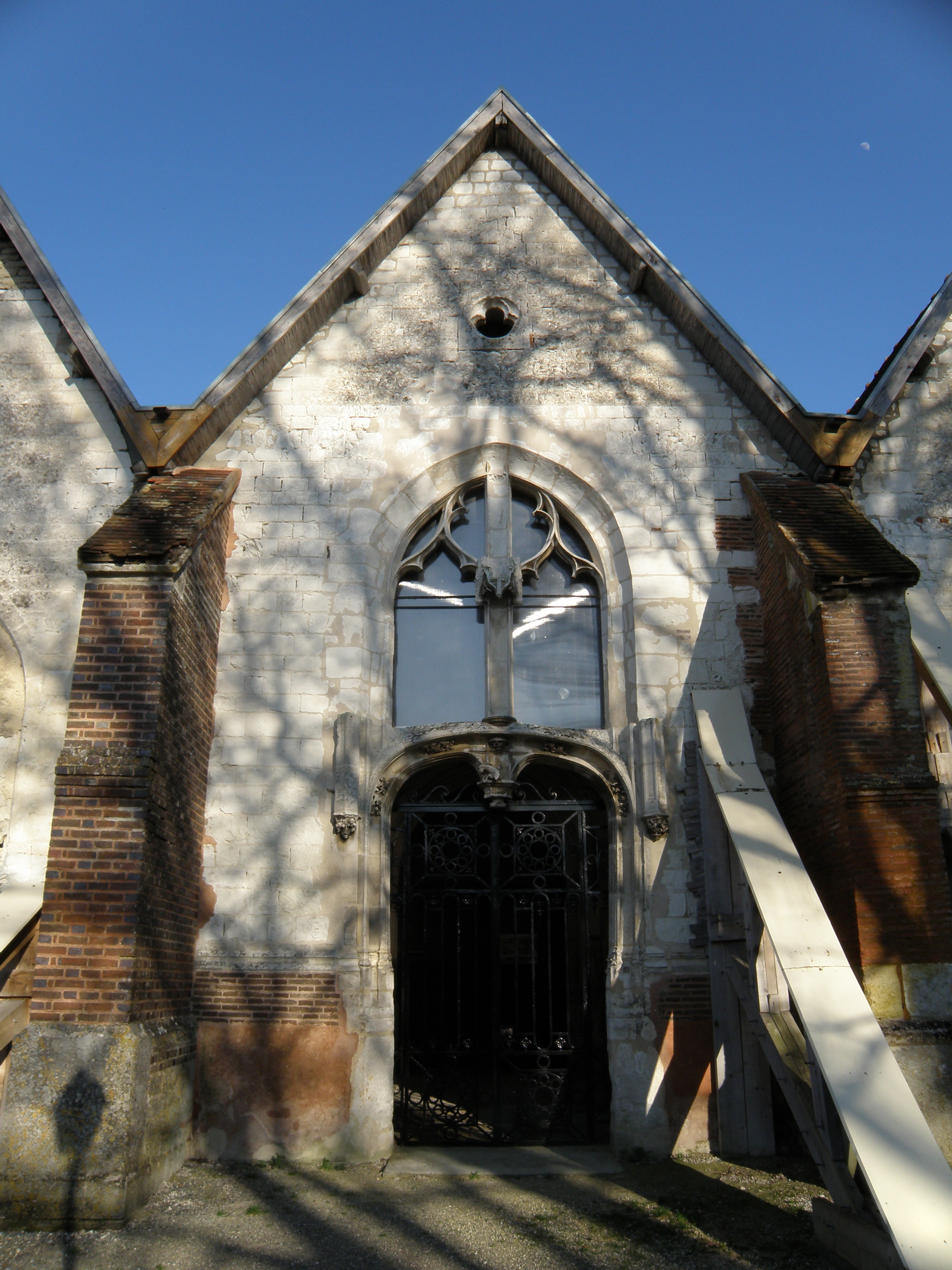
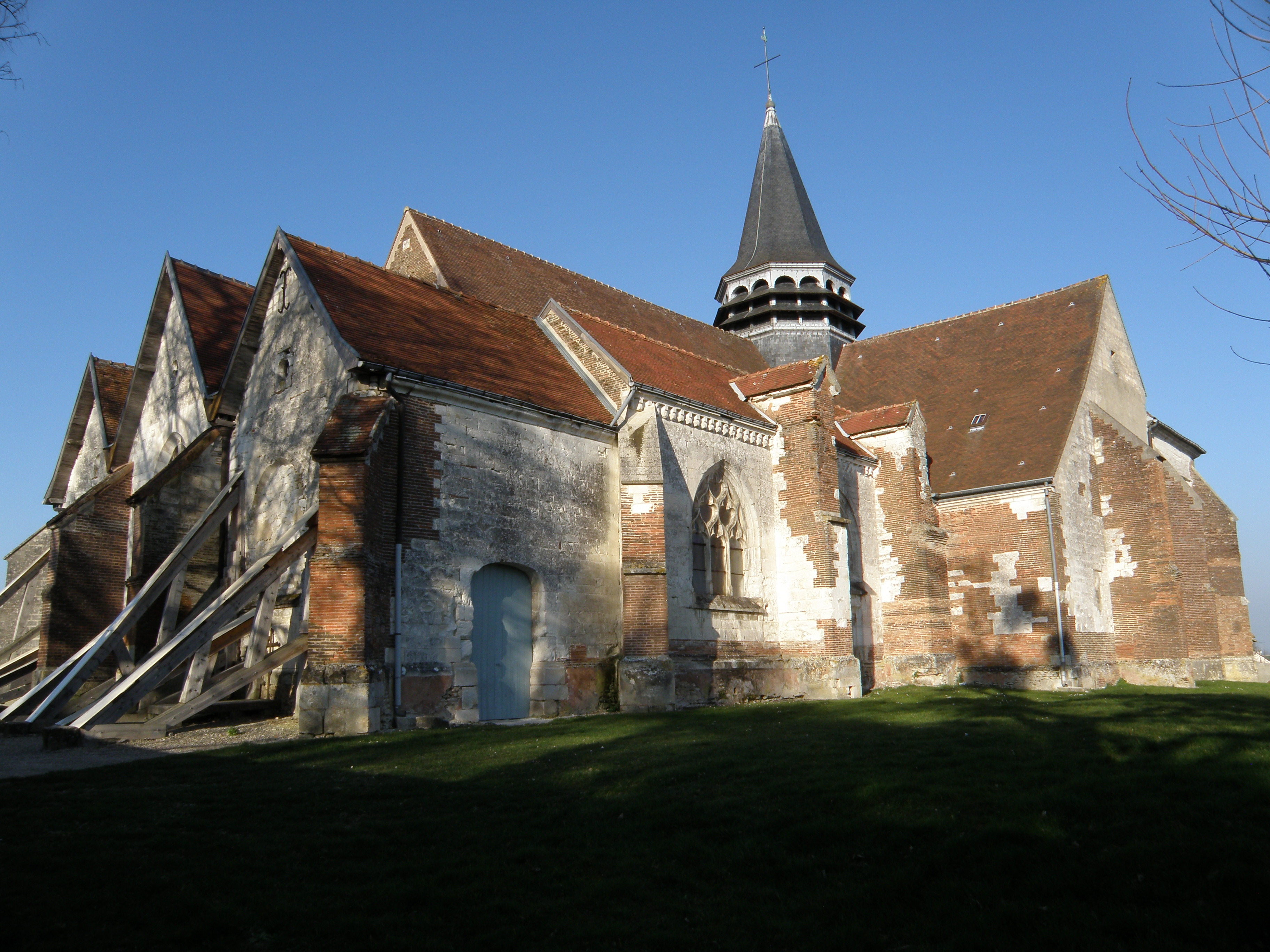
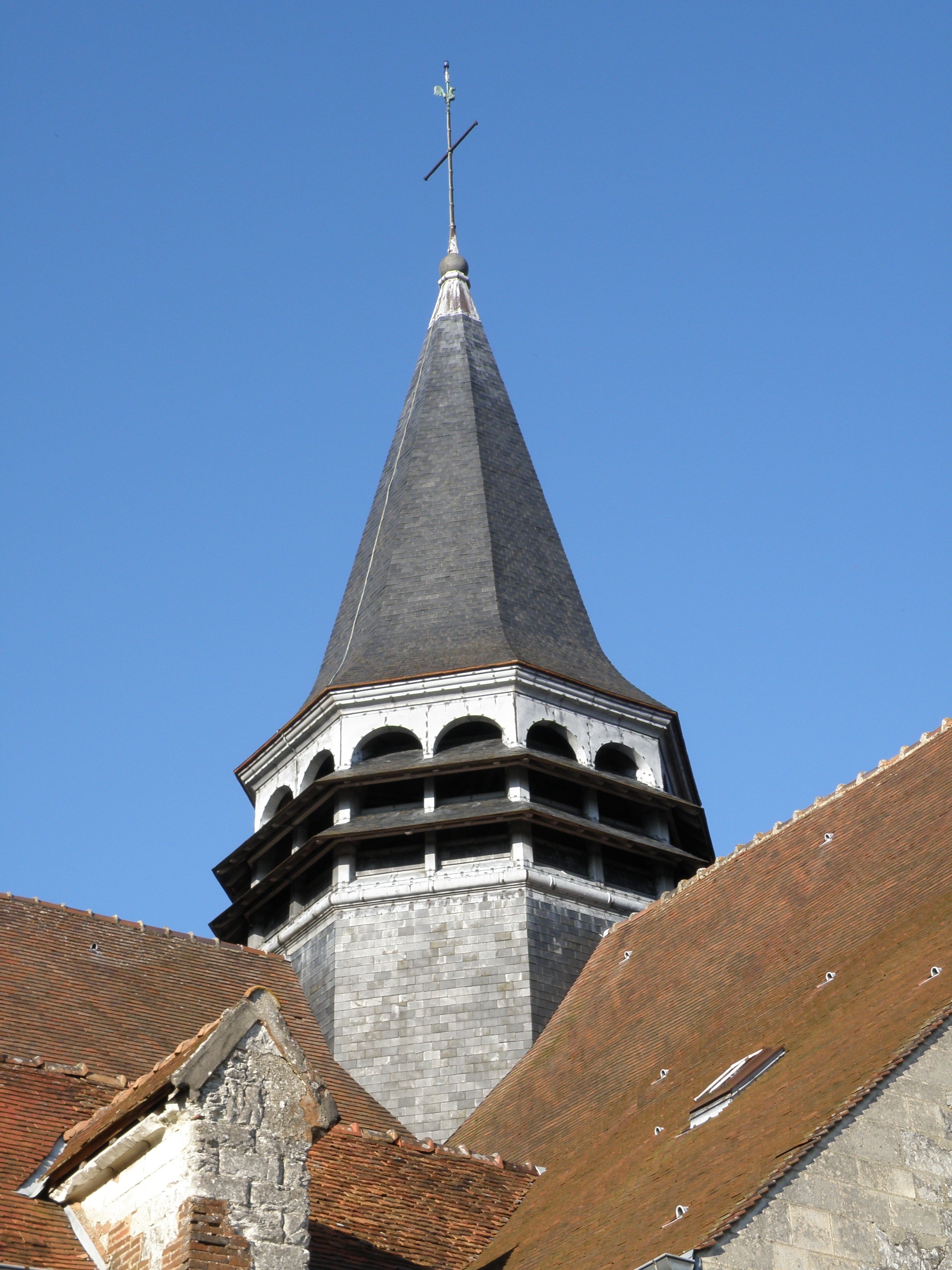
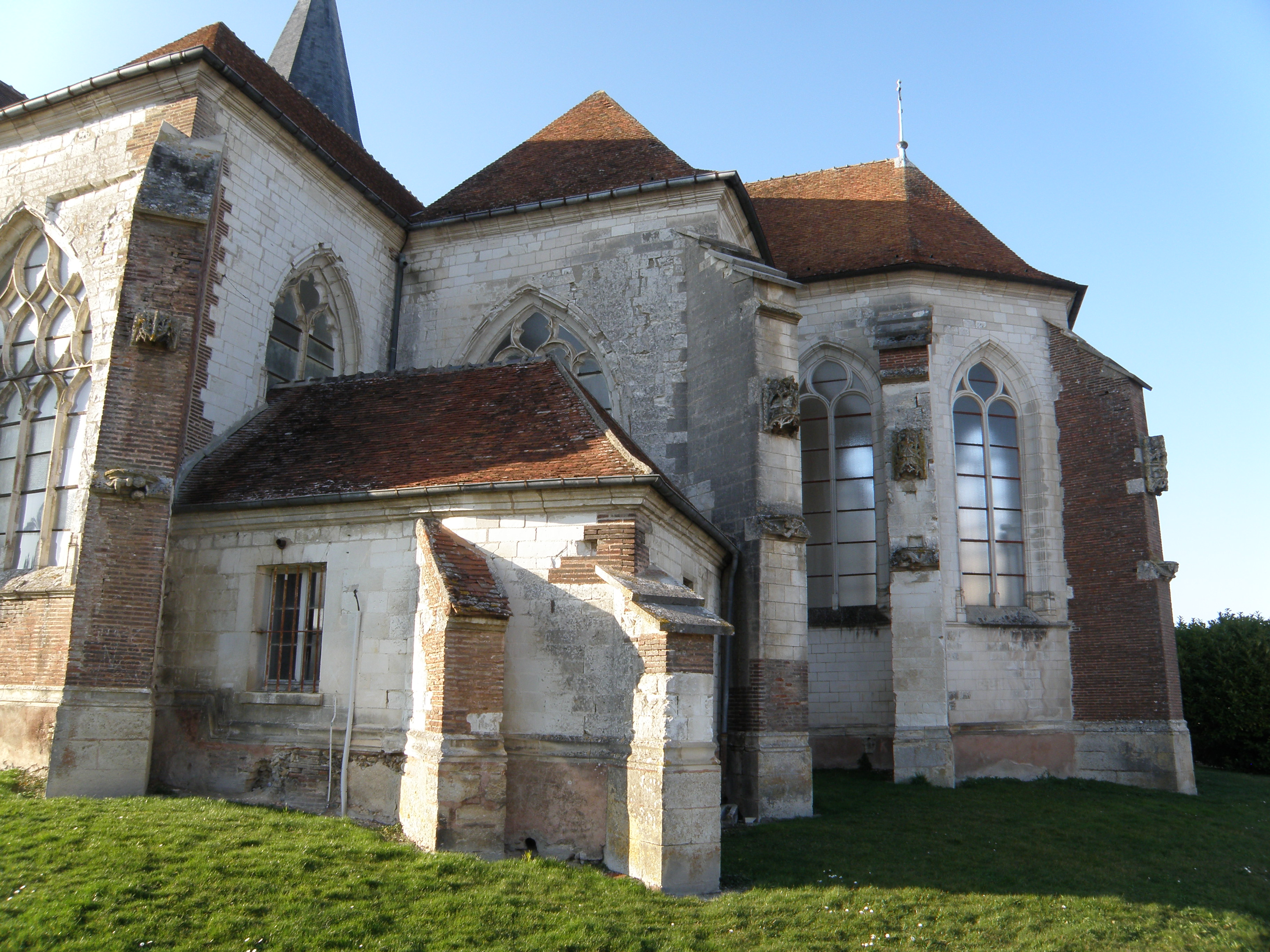

#### Autres lieux et monuments

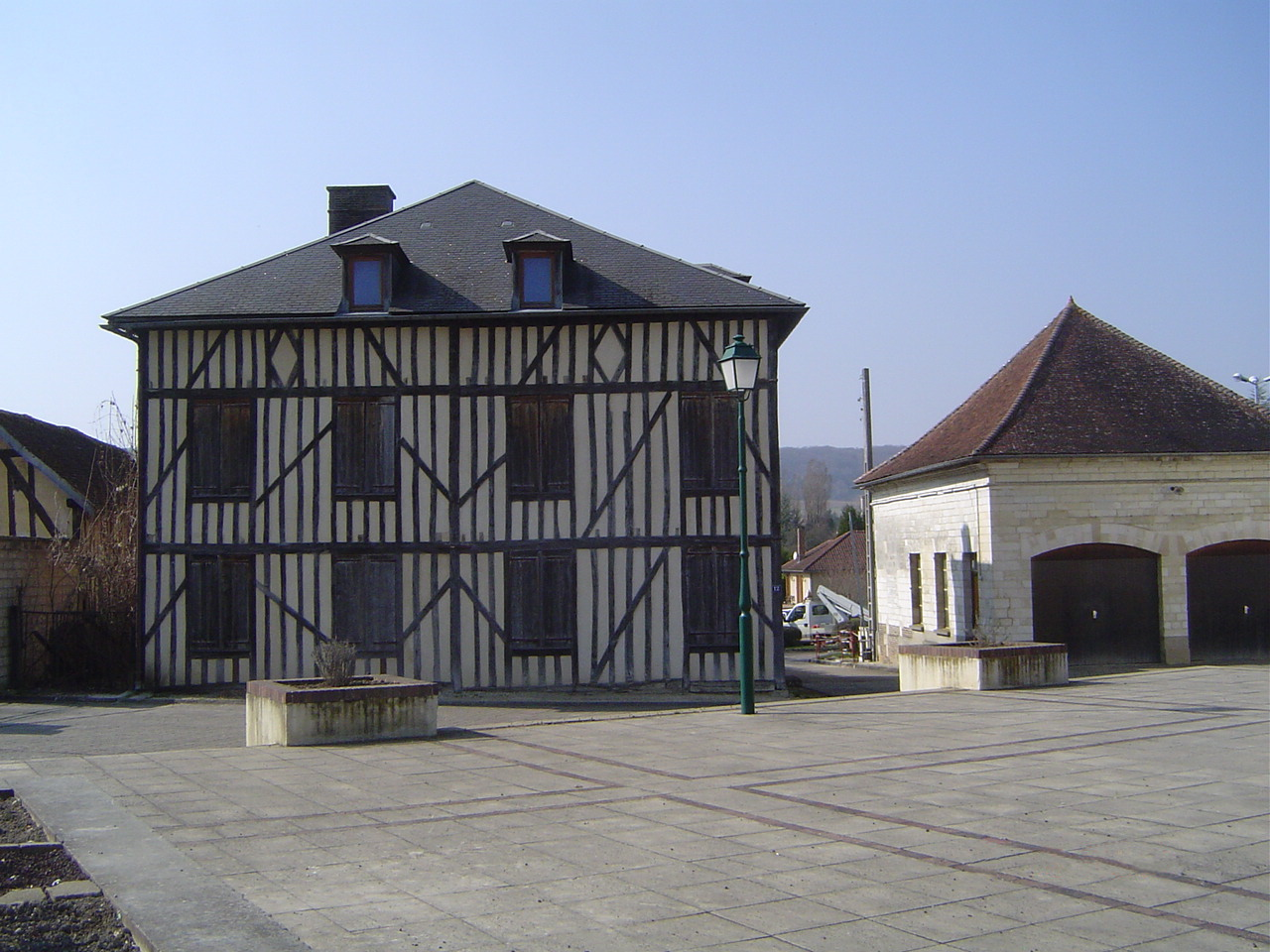
Maison d'architecture typique en centre-ville.

On peut également citer le bâtiment de la mairie : la première partie fut construite en 1880-1882, elle regroupait la mairie et l'école, à sa gauche la seconde partie fut construite en 1884 concernait la justice de paix, siège de l'actuelle mairie,.
La création d'un réseau de distribution d'eau en 1868 amena la construction d'un lavoir au centre du bourg. Il fit l'objet de travaux de réfection en 1887 puis de restauration de la toiture en 1900. La commune le vend en 1980 à un promoteur, mais le rachète en 1996 et le réhabilite pour le transformer en local technique.

### Patrimoine naturel
Les versants des massifs forestiers ont été aménagés, neuf parcours sont proposés aux randonneurs ainsi que le « Sentier des Moutons » qui propose des chemins de randonnées forestières de 8, 12 et 18 km.

### Équipements culturels

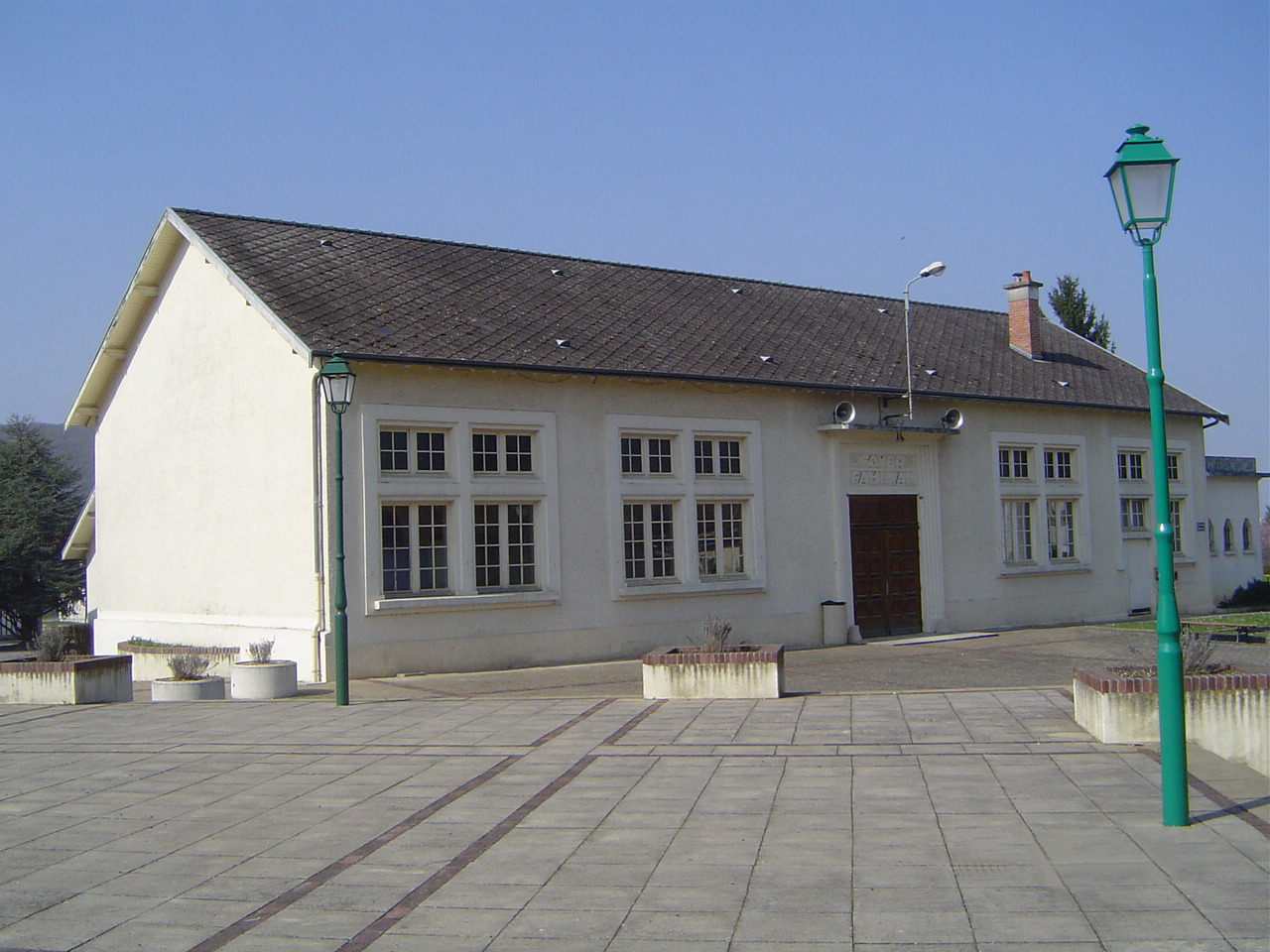
Le foyer familial.

La commune accueille la médiathèque intercommunale et dispose, près de la mairie, d'un « foyer familial ».

### Personnalités liées à la commune
- Lucien Thalmard (1899-1943), photographe, il a participé à l'élaboration de nombreux clichés de la ville[35].

### Héraldique
| Blason de Bouilly (Aube) | Blason  | De gueules à une tour crénelée d’argent ouverte et ajourée du champ posée sur un tertre du même mouvant de la pointe, au chef d’or chargé de trois anilles de sable. |
| Blason de Bouilly (Aube) | Détails | C'est en 1957 que le préfet de l’Aube propose à chaque commune de faire réaliser un blason par Robert Louis, artiste héraldique. Celui-ci propose pour Bouilly de symboliser le château de Montaigu par une tour et les trois moulins à vent des Essarts par trois fers de meule. Adopté le 5 avril 1957. |